# Hermann Suchier

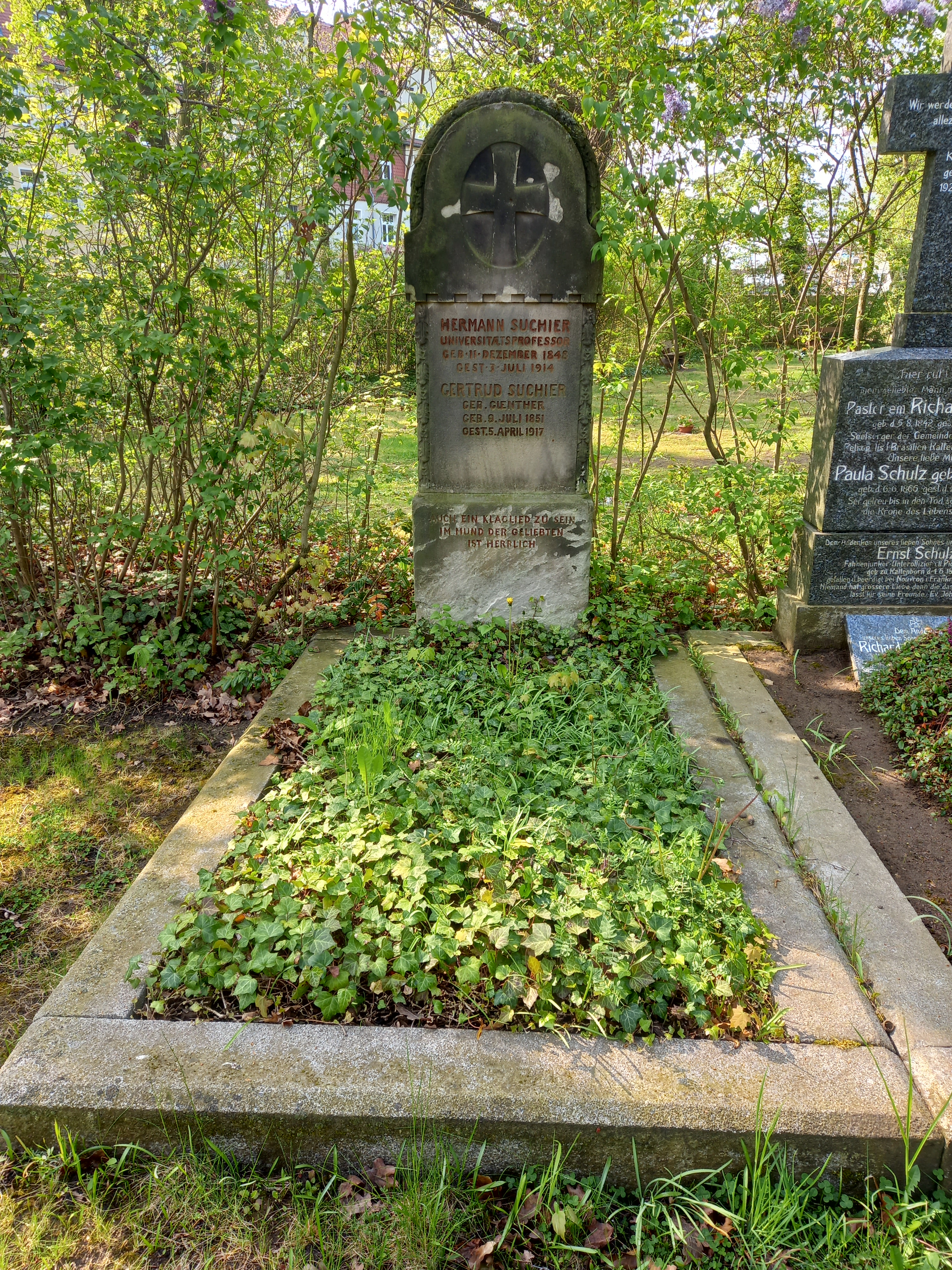
Das Grab von Hermann Suchier und seiner Ehefrau Gertrud geborene Günther auf dem Nordfriedhof (Halle)

Hermann Suchier (* 11. Dezember 1848 in Carlshafen, Kurfürstentum Hessen; † 3. Juli 1914 in Halle (Saale)) war ein deutscher Romanist.

## Leben
Suchier entstammte einer Hugenottenfamilie. Sein Vater war der Kaufmann und kurhessische Landtagsabgeordnete Henry Suchier. Er begann an der Philipps-Universität Marburg Romanistik, Germanistik und Vergleichende Sprachwissenschaft zu studieren. Am 27. Juli 1867 wurde er im  Corps Teutonia Marburg recipiert.
Als Inaktiver wechselte er an die Universität Leipzig. 1870/71 nahm er am Deutsch-Französischen Krieg teil. 1871 wurde er in Leipzig zum Dr. phil. promoviert. Zwei Jahre später habilitierte er sich in Marburg über Ulrich von dem Türlin. 1874 erhielt er in Marburg ein Extraordinariat. Die Universität Zürich berief ihn 1874 als a.o. Professor. Im Jahr darauf kam er auf den Lehrstuhl der Königlichen Theologischen und Philosophischen Akademie zu Münster. 1876 wechselte er an die Friedrichs-Universität Halle, wo er 37 Jahre blieb. Er baute das Fach Romanistik maßgeblich aus und war 1901/02 Rektor der Universität. In seiner Antrittsrede befasste er sich mit Molières Kämpfen um das Aufführungsrecht des Tartuffe. Er widmete sich vor allem der Edition altfranzösischer und altprovenzalischer Texte und verfasste eine altfranzösische Grammatik (1893). Er begründete die Bibliotheca Normannica.  Sein Nachlass wird in der Staatsbibliothek zu Berlin verwahrt. Verheiratet war er seit 1874 mit Gertrud geb. Günther. Aus der Ehe gingen eine Tochter und zwei Söhne hervor; der eine war Wolfram Suchier, der andere Walther Suchier.

## Ehrungen
- Roter Adlerorden 3. Klasse
- Königlicher Kronen-Orden (Preußen) 3. Klasse
- Ordre des Palmes Académiques
- Assoziiertes Mitglied der Académie royale des Sciences, des Lettres et des Beaux-Arts de Belgique (1905)[6]